# Angel (1937)
Angel is een Amerikaanse dramafilm uit 1937 onder regie van Ernst Lubitsch. Destijds werd de film in Nederland uitgebracht onder de titel Engel.

## Verhaal
Maria Barker is getrouwd met een Britse diplomaat, die dikwijls moet reizen. Maria gaat haar vriendin Anna bezoeken in Parijs. Daar ontmoet ze de Amerikaan Anthony Halton.

## Rolverdeling
| Acteur                | Personage                 |
| --------------------- | ------------------------- |
| Marlene Dietrich      | Maria Barker              |
| Herbert Marshall      | Sir Frederick Barker      |
| Melvyn Douglas        | Anthony Halton            |
| Edward Everett Horton | Graham                    |
| Ernest Cossart        | Chris Wilton              |
| Laura Hope Crews      | Grootvorstin Anna         |
| Herbert Mundin        | Mijnheer Greenwood        |
| Dennie Moore          | Emma MacGillicuddy Wilton |